# Niederhaslach
Niederhaslach é uma comuna francesa na região administrativa de Grande Leste, no departamento Baixo Reno. Estende-se por uma área de 6,63 km². Em 2010 a comuna tinha 1 419 habitantes (densidade: 214 hab./km²).